# Heinrich-Hertz-Schule (Hamburg)
Die Heinrich-Hertz-Schule ist eine staatliche Stadtteilschule im Hamburger Stadtteil Winterhude. Die Schule besitzt einen Gymnasialzweig, an dem Schüler das Abitur nach zwölf Schuljahren (G8) ablegen können. Die Heinrich-Hertz-Schule wurde 1907 als Realgymnasium gegründet und nutzte einen eigenen Schulbau im Stadtteil Eimsbüttel. 1937 zog die Schule in das Schulgebäude der von den Nationalsozialisten geschlossenen Lichtwarkschule in Winterhude um. Dieser Schulbau stammt von Fritz Schumacher und ist denkmalgeschützt. 1968 übernahm die Heinrich-Hertz-Schule auch das Gebäude einer angrenzenden Doppel-Volksschule. Die Heinrich-Hertz-Schule kooperiert im Oberstufenbereich mit der benachbarten Blindenschule (BZBS). Die Schule ist nach dem Physiker Heinrich Hertz benannt.

## Geschichte
Das das Heinrich Hertz-Realgymnasium wurde 1907 in Hamburg-Rotherbaum  gegründet, dieses Jahr gilt in der Traditionsüberlieferung der Heinrich-Hertz-Schule als Gründungsjahr. 1910 zog das Realgymnasium in ein eigenes Gebäude in der Bundesstraße 41 ein, das dort nach Entwürfen von Alfred Erbe gebaut wurde.
Im März 1913 fanden am Realgymnasium die ersten Abiturprüfungen statt. Im Ersten Weltkrieg starben 61 ehemalige Schüler und 8 Lehrer des Heinrich-Hertz-Realgymnasiums. 1921 wurde in der Aula des damaligen Schulgebäudes an der Bundesstraße 41 eine Gedenktafel mit ihren Namen eingeweiht.
Das Heinrich-Hertz-Gymnasium wurde im Zuge der nationalsozialistischen Gleichschaltung 1937 mit der reformpädagogisch orientierten Lichtwarkschule in Winterhude zusammengelegt und in „Oberschule am Stadtpark für Jungen“ umbenannt. Das Gymnasium zog nach Winterhude um. Das aufgegebene Gebäude an der Bundesstraße wurde danach als Berufsschule genutzt, seit 2023 nutzt das neu gegründete Gymnasium Rotherbaum den Gebäudekomplex mit Turnhalle.
1968 wurde die Heinrich-Hertz-Schule als erste Kooperative Gesamtschule Hamburgs gegründet. Dabei wurden die Volksschulen für Mädchen und Jungen am Voßberg in die HHS integriert. Seit der Hamburger Schulreform 2010 ermöglicht sie als Stadtteilschule mit Gymnasialzweig das Abitur sowohl nach zwölf (G8), als auch nach dreizehn Schuljahren (G9).

## Gebäude und Ausstattung
Das Schulgebäude am Grasweg wurde nach Plänen Fritz Schumachers errichtet. Die Planungen begannen bereits 1910, der Bau konnte aber erst im April 1925 bezogen werden. Das Gebäude wurde im Zweiten Weltkrieg stark beschädigt und beim Wiederaufbau vor allem im Dachbereich verändert.
Eine Orgel des Schriftstellers und Orgelbauers Hans Henny Jahnn wurde 1931 von Karl Kemper gebaut und 1991 von Orgelbaumeister G. Christian Lobback restauriert. Sie besitzt 24 Register mit ca. 1450 Pfeifen und ist die einzige noch spielbare Jahnn-Orgel in Hamburg.

## Profiloberstufe
Die Heinrich-Hertz-Schule bietet folgende Oberstufenprofile an:
- Medien
- Sport und Gesundheit
- Mensch und Natur
- Global Studies
- Wirtschaft und Informatik
- Ich ist der Andere

## Außerschulisches, Ehrungen
Seit dem Schuljahr 1996/97 gibt die Heinrich-Hertz-Schule ein in Eigenregie erstelltes Jahrbuch heraus, das die Höhepunkte des jeweiligen Schuljahres sowie die aktuellen Klassen- und Lehrerfotos enthält. Seit 2010 wird das HHS-Jahrbuch von Schülern im Rahmen des Medienprofils der Oberstufe produziert.
Im Sportunterricht werden unter anderem Tennis und Hockey auf dem Gelände des direkt neben der Schule liegenden Harvestehuder Tennis- und Hockeyclubs  (HTHC) angeboten.
Im Januar 2024 wurde der „Diversity-Rat“ der HHS (ein Projekt, in dem sich Oberstufenschülerinnen und -schüler gemeinschaftlich für ein inklusives Umfeld innerhalb und außerhalb der Schule einsetzen) mit einem Bertini-Preis ausgezeichnet.

## Bekannte Ehemalige
Bekannte Ehemalige des Heinrich-Hertz-Realgymnasiums, der Kooperativen Gesamtschule und der Stadtteilschule:
- Wilhelm Oberdörffer (1886–1965), Oberschulrat (1912 bis 1921 Oberlehrer am Heinrich-Hertz-Realgymnasium)
- Kurt Saucke (1895–1970), Buchhändler und Verleger (Schüler am Heinrich-Hertz-Realgymnasium)
- Joseph Jacobsen (1897–1943), Musikpädagoge und Komponist (1916 Abitur am Heinrich-Hertz-Realgymnasium)
- Carl Heinrich Dencker (1900–1967), Landtechniker (1918 Abitur am Heinrich-Hertz-Realgymnasium)
- Eric M. Warburg (1900–1990), Bankier (Schüler am Heinrich-Hertz-Realgymnasium)
- Kurt Georg Förster (1904–1987), Ingenieur und Baudirektor (Schüler am Heinrich-Hertz-Realgymnasium)
- Ernst Otto Framhein (1904–1954), Jurist für Seehandelsrecht (1922 Abitur am Heinrich-Hertz-Realgymnasium)
- Gerd Bucerius (1906–1995), Jurist, Verleger und Politiker
- Baruch Ophir (1910–2004), Historiker (1929 Abitur am Heinrich-Hertz-Realgymnasium)
- Ingolf Dahl (1912–1970), Komponist, Dirigent und Pianist
- Gideon Weigert (1919–2001), israelischer Agrarwissenschaftler, Journalist, Autor und Menschenrechtler
- Ralf Dahrendorf (1929–2009), Soziologe, Politiker und Publizist
- Wolf Biermann (* 1936), Liedermacher und Lyriker (besuchte die Schule bis zu seiner Übersiedlung in die DDR mit 16 Jahren)
- Klaus-Michael Kühne (* 1937), Unternehmer und Manager (Abitur an der Schule)
- Gregor Gysi (* 1948), Rechtsanwalt und Politiker (SED, PDS, Die Linke) (Abitur 1966 an der EOS „Heinrich Hertz“)
- Uwe Riez (* 1951), Jurist und Politiker (SPD) (1971 Abitur an der Heinrich-Hertz-Schule)
- Christian Zickelbein (* 1937), Schachfunktionär (u. a. 1959 Mitbegründer des Hamburger Schachjugendbundes)

Bekannte Ehemalige der Lichtwarkschule werden dort aufgeführt.